# Синдром Лоуренса — Муна
Синдро́м Ло́уренса — Му́на (англ. Laurence-Moon syndrome). Редкое аутосомно-рецессивное генетическое заболевание, характеризующиеся ожирением, умственной отсталостью, атаксией, дистрофией сетчатки глаз, гипопитуитаризмом, гипердактилией. Синдром связан с нарушением функции гипоталамических центров.
Впервые синдром был описан офтальмологом Джоном Лоуренсом в 1866 году.

## Причины синдрома
Синдром Лоуренса — Муна наследуется аутосомно-рецессивным способом. Это значит, что дефектный ген, ответственный за заболевание, расположен на аутосоме, и нужно два дефектных гена (по одному от каждого родителя), чтобы ребёнок родился с заболеванием. Оба родителя человека с аутосомно-рецессивным заболеванием несут по одной копии дефектного гена, но обычно у них не наблюдается никаких признаков или симптомов заболевания.

## Симптомы
Врачи выявили первичные и вторичные признаки заболевания. К первичным относятся:
1. Гипердактилия.
2. Дистрофия сетчатки глаз.
3. Недееспособность.
4. Ожирение.
5. Гипогонадизм.
6. Кисты почек.

Вторичные признаки:
1. Нарушение речи или задержка в развитии.
2. Косоглазие, катаракта, астигматизм и т. д.
3. Брахидактилия или синдактилия
4. Полиурия и/или полидипсия
5. Плохая координация.
6. Гиподонтия.
7. Врождённый порок сердца.

Для постановки соответствующего диагноза должны быть выявлены 4 первичных и 2 вторичных признака.
Врачи могут начать диагностическое исследование генетического состояния, если у пациента обнаруживаются аномалии конечностей — гипердактилию, т. е. лишние пальцы на руках и/или ногах, либо, наоборот, меньшее количество пальцев, чем в норме.  Чаще всего аномалия касается ног. Иногда пальцы вырастают короче или длиннее остальных. Эта особенность называется «брахидактилия». Ноги также могут быть короткими.
У пациентов могут быть изменения в строении челюсти. Тауродонтизм — аномалия, при которой челюсть увеличивается в размерах, так как развитие тела зуба увеличено по отношению к корням. Чаще всего поражаются зубы в задней части полости рта.
Пациенты с синдромом часто имеют проблемы с координацией. У многих наблюдается неуклюжесть в движениях. Они ходят с пятки на носок. Такие нарушения являются следствием проблем с мозжечком, подразделом мозга, ответственным за координацию. Дисфункция мозжечка может привести к дисфункции проводящих путей спинного нерва, которые передают сигналы между мозгом и мышцами.
Большинство пациентов с синдромом Лоуренса — Муна теряют зрение. У них возникает пигментный ретинит — постепенная потеря зрения, которая прогрессирует по определённой схеме: начинается с ночной слепоты, которая усугубляется с потерей способности различать цвета, окончательно ухудшаясь до туннельного зрения.
Было обнаружено, что люди, живущие с синдромом, имеют меньший, чем обычно, размер передней доли гипофиза и в связи с этим могут страдать от ряда различных осложнений. Эта часть гипофиза отвечает за регулирование многих функций, включая метаболизм организма, эмоциональные реакции на раздражители, физический рост и репродуктивную способность. Обмен веществ в организме находится под контролем тиреотропного гормона. При его низком уровне люди испытывют множество различных симптомов: усталость, чувствительность к холоду, плохая способность концентрироваться, увеличение веса, запор, одышка.

## Лечение
Группа врачей наблюдает за симптомами каждого отдельного пациента, чтобы понять тактику лечения. Ключевой момент в лечении — физиотерапия, направленная на улучшение ловкости. Чтобы восстановить походку, используют ортопедические скобы на лодыжки и стопы.
Слабая функциональная емкость переднего гипофиза, которая приводит к замедлению метаболизма, плохому росту и нарушению фертильности, может управляться заместительной гормональной терапией. Левотироксин — лекарство, которое имитирует функции гормона щитовидной железы и может ускорить метаболизм. Важно, чтобы пациенты находились под наблюдением офтальмолога. Нет лекарства, способного остановить ухудшение зрения при синдроме, но врачи могут помочь создать корректирующие линзы.
Для пациентов, живущих с синдромом Лоуренса — Муна, важно признать, что многие описанные выше трудности связаны с неврологической функцией мозга. Таким образом, важно защитить базовую функциональную способность мозга. Пассивность и избыточный вес усугубляют невропатию. Следует избегать употребления алкоголя и рекреационных наркотиков.